# Bobby (kortfilm)
 For alternative betydninger, se Bobby. (Se også artikler, som begynder med Bobby)
Bobby er en kortfilm fra 2009 instrueret af Julie Bille efter manuskript af Andreas Garfield.

## Handling
24-årige Bobby forsøger forgæves at redde en jævnaldrende, ung mands liv. Den døende fortæller at han blev bortadopteret som barn og aldrig har set sin biologiske mor. Bobby opsøger mandens mor, Gudrun, og udgiver sig for at være hendes søn. Hun afviser først Bobby, men erkender sit ansvar og inviterer Bobby ind som en del af sin familie. Bobby er for første gang i sit liv på vej til at finde en plads i livet, men det er med en død mands identitet. Det er kun et spørgsmål om tid, før han bliver afsløret. Først da det er for sent, forstår Bobby, at han må være sig selv. Ingen anden kan gøre det ud for hans liv. Der er kun ham til at være Bobby.